# Foresta di Castiadas
La foresta di Castiadas è un complesso forestale appartenente al demanio della regione Sardegna.
Costituita da due corpi separati, è situata nella parte meridionale dell'Isola, nei comuni di Castiadas, Muravera e San Vito, e si estende su una superficie di 125 ettari tra quota 123 in località Su Sganciu e 726 di punta Su Spegu. La foresta è attraversata dai corsi d'acqua Riu Buddui, Riu Spegu, Riu de Is Matanas e Riu Su Ganci, tutti a portata stagionale.
Sotto l'aspetto vegetazionale la foresta si può ascrivere al climax dell'orizzonte delle sclerofille sempreverdi; comprende quindi leccio associato a corbezzolo, fillirea, olivastro, ginepro ed erica.